# Sebastiana z Heraklei
 Sebastiana z Heraklei – męczennica chrześcijańska z czasów panowania Domicjana (81-96), święta Kościoła katolickiego.
Zginęła ścięta mieczem, wcześniej torturowana i palona, za odmowę złożenia ofiary bogom rzymskim.
Jej wspomnienie liturgiczne obchodzone jest 16 września.